# Candijay
Candijay è una municipalità di quinta classe delle Filippine, situata nella Provincia di Bohol, nella Regione del Visayas Centrale.

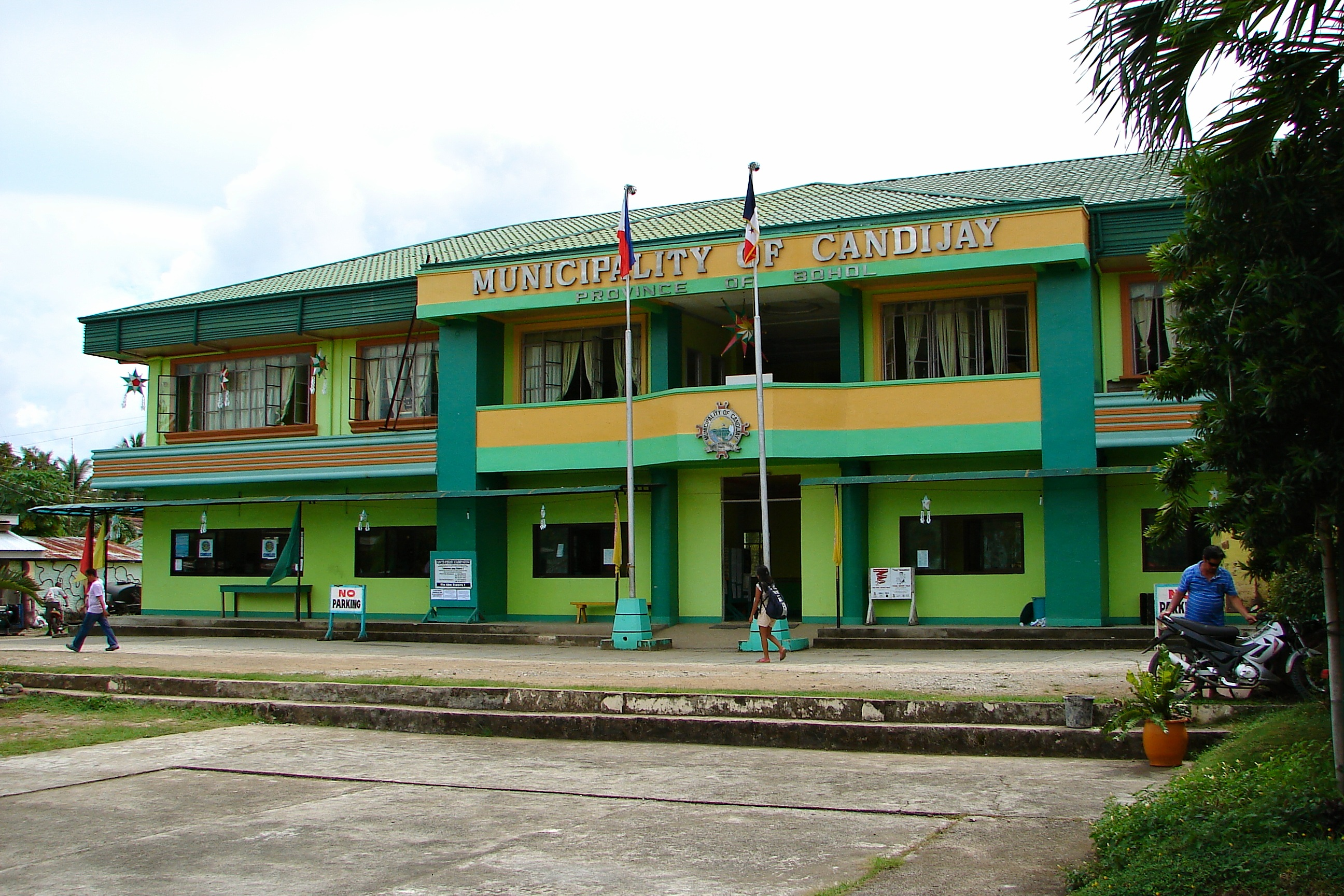
Presidencia

Candijay è formata da 21 baranggay:
- Abihilan
- Anoling
- Boyo-an
- Cadapdapan
- Cambane
- Can-olin
- Canawa
- Cogtong
- La Union
- Luan
- Lungsoda-an
- Mahangin
- Pagahat
- Panadtaran
- Panas
- Poblacion
- San Isidro
- Tambongan
- Tawid
- Tugas
- Tubod (Tres Rosas)